# Medal Morski Polskiej Marynarki Handlowej
Medal Morski Polskiej Marynarki Handlowej – polskie odznaczenie wojenne.
Medal Morski Polskiej Marynarki Handlowej został ustanowiony dekretem Prezydenta RP na Uchodźstwie w Londynie w dniu 3 lipca 1945 roku. Nadawany był wyłącznie członkom załóg polskich statków handlowych za szczególnie rzetelną służbę na morzu w czasie II wojny światowej.
Nadawany został 1050 razy.

## Zasady nadawania
Medal mógł być nadany osobie, która przez okres 6 miesięcy była zaokrętowana na statkach Polskiej Marynarki Handlowej, biorących bezpośrednio udział w operacjach wojenno-morskich albo przez okres 1 roku na innych statkach handlowych Polskiej Marynarki Handlowej.
Medal mógł być nadany czterokrotnie, przy kolejnych nadaniach wymagane było faktyczne zaokrętowanie na określonych statkach powyżej 12 miesięcy.
Medal nadawał Prezydent RP na Uchodźstwie na wniosek Ministra Przemysłu, Handlu i Żeglugi polskiego rządu emigracyjnego w Londynie.
Medal ten nie został przyjęty do systemu odznaczeń PRL. Dopiero ustawą z dnia 16 października 1992 Medal Morski Polskiej Marynarki Handlowej uznano za polskie odznaczenie o charakterze wojskowym, jednocześnie uznając jego nadawanie za zakończone z dniem 23 grudnia 1992.

## Opis odznaki
Odznaką Medalu Morskiego Polskiej Marynarki Handlowej jest krążek wykonany z białego metalu o średnicy 36 mm. Na awersie medalu znajduje się godło Polskiej Marynarki Handlowej – tarcza z godłem państwowym (orłem w koronie) na tle kotwicy w otoku półwieńca z liści wawrzynowych. Na rewersie napis w trzech wierszach: POLSKA / SWEMU / MARYNARZOWI. Poniżej napisu liście wawrzynu przewiązane wstążką.
Wstążka medalu jest szerokości 37 mm koloru ciemnoniebieskiego z czterema białymi paskami o szerokości 2 mm każdy w odległości 2 mm od siebie i w odstępie 5 mm od brzegu wstążki. Kolejne nadania medalu oznaczano przez nałożenie na wstążkę okucia w postaci listewki o szerokości 5 mm wykonanej z białego metalu ozdobionej splotem liści dębowych.